# جون ألكسندر أندرسون
جون ألكسندر أندرسون (بالإنجليزية: John Alexander Anderson)‏ ـ (26 يونيو 1834 ـ 18 مايو 1892) هو سياسي ودبلوماسي أمريكي، كان عضوًا بمجلس النواب عن ولاية كانساس لست دورات متتالية (1879 ـ 1891)، وثاني رئيس لكلية ولاية كانساس الزراعية (1873 ـ 1879).
تخرج أندرسون في جامعة ميامي في أوكسفورد بولاية أوهايو سنة 1853، في الوقت الذي كان والده ويليام كولدويل أندرسون رئيسًا للجامعة (1849 ـ 1854). وقد كان بنجامين هاريسون ـ الرئيس الأمريكي مستقبلًا ـ رفيق غرفته في الكلية حينًا من الوقت.
في نهاية دورات أندرسون الست في مجلس النواب، عينه رفيق غرفته السابق الرئيس هاريسون سنة 1891 قنصلُا عامًا للولايات المتحدة الأمريكية في القاهرة، غير أنه لم يلبث أن مرض أثناء ذلك، ثم توفي في مدينة ليفربول الإنجليزية في طريق عودته إلى الولايات المتحدة.